# Juli Kaiser i Masdeu
Juli Kaiser i Masdeu   (Barcelona, 8 de gener de 1903 - Veracruz, 29 d'abril de 1954) fou un futbolista català de la dècada de 1920.
Fou un centrecampista amb un infatigable esperit de lluita. Fou jugador del Catalunya de Badalona (1922-1923), el Catalunya de les Corts i l'FC Terrassa (entre 1924 i 1926). El setembre de 1926 fitxà pel RCD Espanyol, on jugà durant quatre temporades. Amb el club blanc-i-blau fou campió de Catalunya i campió d'Espanya, en la "final de l'aigua" contra el Reial Madrid, ambdues el 1929). En deixar l'Espanyol, fitxà pel FC Badalona.
El 1939, acabada la Guerra Civil, marxà a Mèxic a l'exili.
L'any 1947 fou entrenador del club Unión Deportiva Moctezuma de Orizaba, al qual va fer campió de la Copa México.

## Palmarès
RCD Espanyol
- Campionat de Catalunya de futbol:
  - 1928-29
- Copa espanyola:
  - 1928-29